# Rainer Ohlhauser
Rainer Ohlhauser (* 6. Januar 1941 in Dilsberg (heute zu Neckargemünd, Baden-Württemberg)), auch „Oki“ genannt, ist ein ehemaliger deutscher Fußballspieler, der u. a. beim FC Bayern München von 1961 bis 1970 aktiv und von 1965 bis 1969 äußerst erfolgreich war.

## Leben
Ohlhauser lernte den Beruf des Stahlbauschlossers und übte diesen die ersten Jahre seiner Fußballkarriere in München auch noch parallel zum Fußballspielen aus.

### Vereinskarriere
Mit neun Jahren begann der auch als Leichtathlet (Nordbadischer Jugendmeister im 100-Meter-Sprint und im Weitsprung) talentierte Rainer Ohlhauser mit dem Fußballspielen beim 1. FC Dilsberg, dem in seinem Geburtsort und im Fußballkreis Heidelberg in Nordbaden ansässigen Verein. Durch seine ausgeprägte Schnelligkeit und Torgefährlichkeit machte er bereits früh den in der 1. Amateurliga Nordbaden spielenden SV Sandhausen auf sich aufmerksam und spielte von 1958 bis 1961 im dortigen Hardtwaldstadion. Nach dem Gewinn der Badischen Meisterschaft unter Trainer Ludwig Günderoth – wozu Ohlhauser 29 Tore an der Seite von Mitspieler Alfred Brecht beigesteuert hatte – und den Spielen in der Aufstiegsrunde zur 2. Oberliga Süd gegen FC Hanau 93, SC Schwenningen und TSV 1860 München Amateure in der Saison 1960/61 lagen dem Stürmertalent mehrere Angebote von Vereinen aus der Oberliga Süd vor.
Er entschied sich für die Offerte des FC Bayern München und wechselte im Sommer 1961 in die bayerische Landeshauptstadt. Neben Willi Giesemann, Peter Grosser und Werner Olk spielend, erzielte er in seiner ersten Saison 1961/62 in 26 Einsätzen 23 Tore und trug damit zum 3. Tabellenrang bei. In der zweiten Saison 1962/63 erzielte er 24 Treffer und Bayern München belegte den 3. Rang. Da Lokalrivale TSV 1860 München mit Trainer Max Merkel der Titel in dieser Schlussrunde der Oberliga-Ära gelang und dieser sich somit für die neue Bundesliga ab der Saison 1963/64 qualifizierte, musste der FC Bayern München in der Fußball-Regionalliga 1963/64 in der Zweitklassigkeit der Regionalliga Süd antreten.
Unter dem vom 1. FC Köln verpflichteten neuen Trainer Zlatko Čajkovski entwickelten sich in der Regionalliga die Talente Sepp Maier, Dieter Brenninger, Rudolf Nafziger, Dieter Koulmann, Franz Beckenbauer, Gerd Müller und Rainer Ohlhauser. Man entwickelte ein eigenes Spiel, das auf Gewinnen ausgerichtet war. Rainer Ohlhauser war in den zwei Runden in der Regionalliga noch mehr der herausragende Torschütze des FC Bayern München als zuvor in der Oberliga. In 71 Spielen erzielte er 75 Tore. Seine 42 Treffer in der Aufstiegsrunde der Fußball-Regionalliga 1964/65 machten ihn zum Torschützenkönig der Regionalliga Süd und waren Rekord in allen Regionalligastaffeln dieser Saison – und sind es in der „Staffel Süd“ bis heute. Auch mit seinen sieben Treffern in der Aufstiegsrunde 1965 gegen Alemannia Aachen, 1. FC Saarbrücken und Tennis Borussia Berlin führte er die Torschützenliste vor Jupp Heynckes und Gerd Müller an.
Mit dem Tor zum 1:0 am 2. Spieltag der Saison 1965/66 gegen Eintracht Frankfurt avancierte Ohlhauser zum ersten Bundesliga-Torschützen des FC Bayern München. Mit dem Verein sammelte er ab der Saison 1965/66 zahlreiche Titel. Ohlhauser und seine Mitspieler gewannen dreimal den DFB-Pokal in den Jahren 1966, 1967 und 1969 und feierten 1969 auch das Double durch den Gewinn der deutschen Fußballmeisterschaft. Am 31. Mai 1967 war dem Verein in Nürnberg aber schon der Erfolg im Europapokal der Pokalsieger gegen Glasgow Rangers mit einem 1:0 in der Verlängerung geglückt. Beim Meisterschaftsgewinn 1969 führte aber Branko Zebec als Trainer Regie und brachte insbesondere Gerd Müller auch körperlich in gute Form, so dass Rainer Ohlhauser jetzt aus dem Mittelfeld in das Bayern-Spiel eingriff. Von 1965 bis 1970 bestritt er 160 Bundesligaspiele und erzielte 64 Tore. Insgesamt wird er in der Statistik des FC Bayern München mit 331 Spielen und 208 Toren geführt.
Nach neun Jahren verließ er 1970 Bayern München und wechselte in die Schweiz zum Grasshopper Club Zürich. Er gewann die Schweizer Fussballmeisterschaft 1971, in den beiden Folgejahren erreichte er mit dem Verein den zweiten Platz in der Meisterschaft.
Beim Schweizer Erstligisten FC Winterthur, beim Schweizer Amateurverein FC Emmenbrücke, beim VfB Friedrichshafen sowie bei der SpVgg Neckargemünd war er in der Zeit von 1975 bis 1980 als Spielertrainer aktiv. In der Fußball-Bundesliga war er in der Zeit von 1980 bis 1982 Junioren- bzw. Assistenztrainer beim Hamburger SV bzw. Borussia Dortmund. Als Nachfolger von Helmut Benthaus übernahm er in der Spielzeit 1982/83 das Traineramt beim FC Basel. An seine Erfolge als Spieler konnte er als Trainer aber nicht mehr anschließen.

### Nationalmannschaft
Im Rahmen einer Südamerikareise der A-Nationalmannschaft im Dezember 1968 bestritt er am 18. Dezember in Santiago de Chile gegen die Auswahl des Gastgebers sein Debüt in der DFB-Elf. Das Spiel, das mit 1:2 Toren verloren wurde, blieb sein Einziges. 

## Nach der Karriere
Mitte der 1980er Jahre zog sich Ohlhauser vom Fußball zurück und führte bis 2004 in seinem Heimatort Dilsberg, seit 1. Januar 1973 in Neckargemünd eingemeindet, eine Lotto-Annahmestelle.

## Erfolge
- Sieger im Europapokal der Pokalsieger 1967 (mit dem FC Bayern München)
- Deutscher Meister 1969 (mit dem FC Bayern München)
- DFB-Pokal-Sieger 1966, 1967, 1969 (mit dem FC Bayern München)
- DFB-Pokal-Torschützenkönig 1966 (5 Tore) (gemeinsam mit Peter Osterhoff; FC St. Pauli)
- Aufstieg in die Bundesliga 1965 (mit dem FC Bayern München)
- Meister der Regionalliga Süd 1965 (mit dem FC Bayern München)
- Schweizer Meister 1971 (mit dem Grasshopper Club Zürich)

## Auszeichnungen
- Silbernes Lorbeerblatt 1967